# Cnestis yangambiensis
Cnestis yangambiensis är en tvåhjärtbladig växtart som beskrevs av J. Louis och Georges M.D.J. Troupin. Cnestis yangambiensis ingår i släktet Cnestis och familjen Connaraceae. Inga underarter finns listade i Catalogue of Life.